# Sustina
Sustina是綜合車輛製作所（J-TREC）生產的全不銹鋼列車車體的品牌名稱。
本車體首次出現於2012年9月下旬在德國柏林舉行的世界最大的鐵路貿易展覽會“InnoTrans 2012”。
sustina的“sust”是JIS標准定義的SUS鋼的象徵，環境友好和可持續性（sustainable），“ina”是女神拯救全球環境問題的意願。結合使用時，由於其美觀的外觀，高安全性，可長時間持續保持的高可靠性以及不銹鋼機身的高可回收性，使其在維護地球環境方面表現出色。

## 採用的列車
- 東日本旅客鉄道（JR東日本）
  - EV-E301系（2014年、S23系車體）
  - E129系（2014年、S23系車體）
  - E235系【サハE235形4600番台除外】（2015年、S24系車體）
  - HB-E210系（2015年、S23系車體）
  - E131系（2021年、S24系車體）
- 靜岡鐵道
  - A3000型（2016年、S13系車體）
- 東急電鐵
  - 5050系【サハ5576号車】（2013年、S24系車體（sustina試驗車））
  - 2020系（2017年、S24系車體）[3]
  - 6020系（2017年、S24系車體）[4]
  - 3020系（2019年、S24系車體）
- 京王電鐵
  - 5000系（2017年、S24系車體）
- 東京都交通局
  - 5500形（2017年、S13系車體）
- 相模鐵道
  - 12000系（2018年、S24系車體）[5][6]
- 信濃鐵道
  - SR1系（JR東日本E129系的同形車。2020年予定、S23系車體）
- 曼谷地鐵
  - 曼谷地鐵紫線用車（2015年、S24系車體）

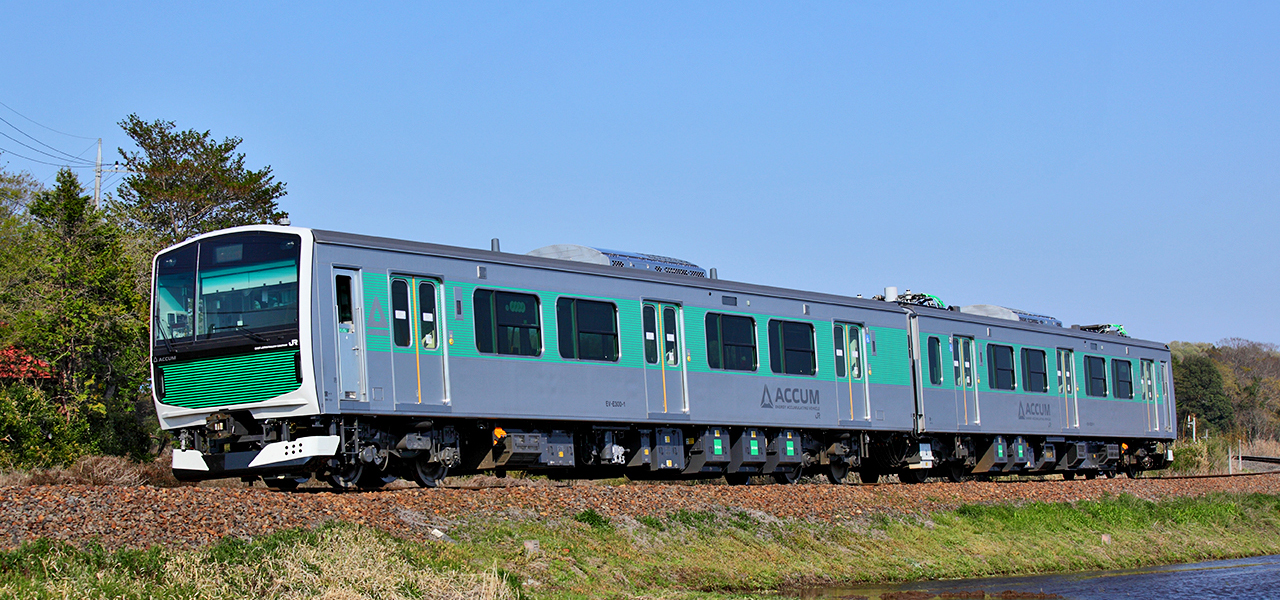
EV-E301系
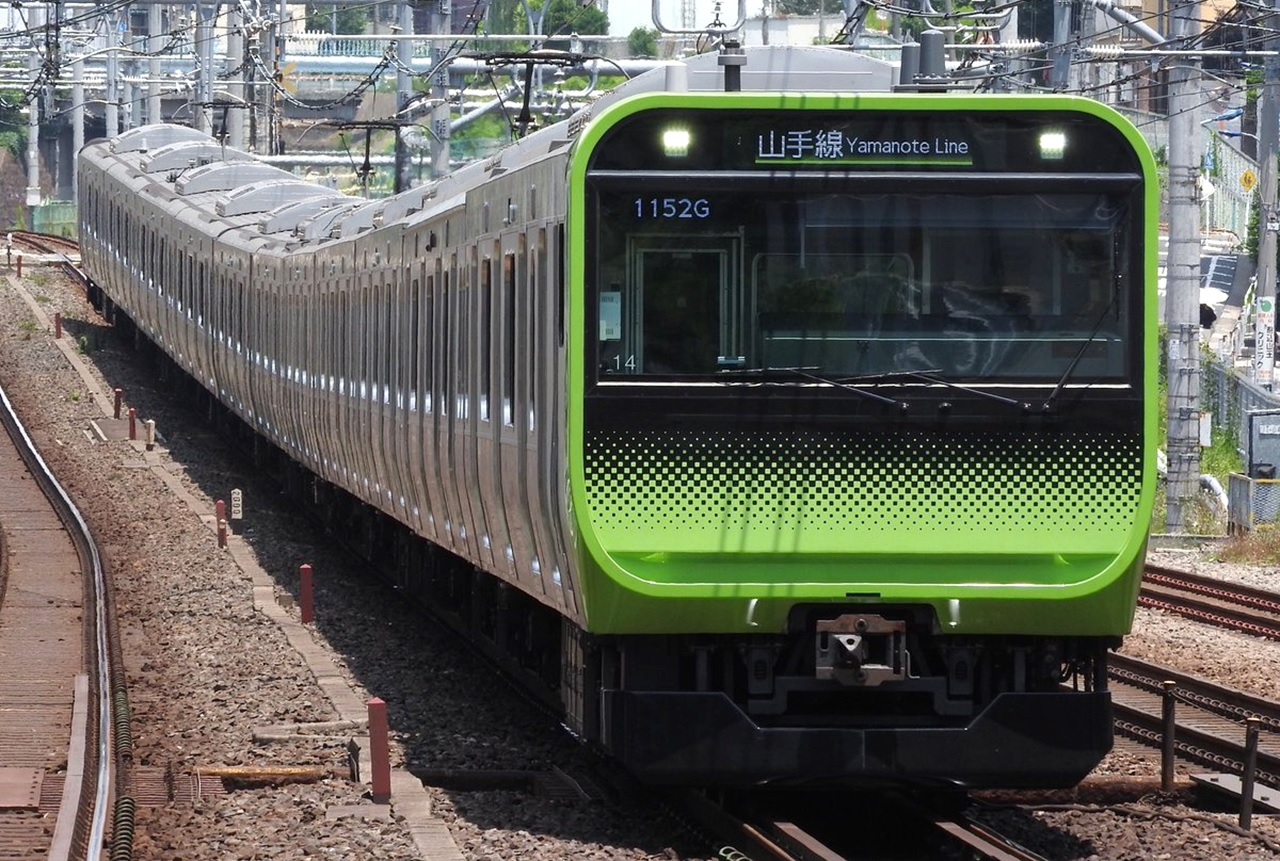
E235系
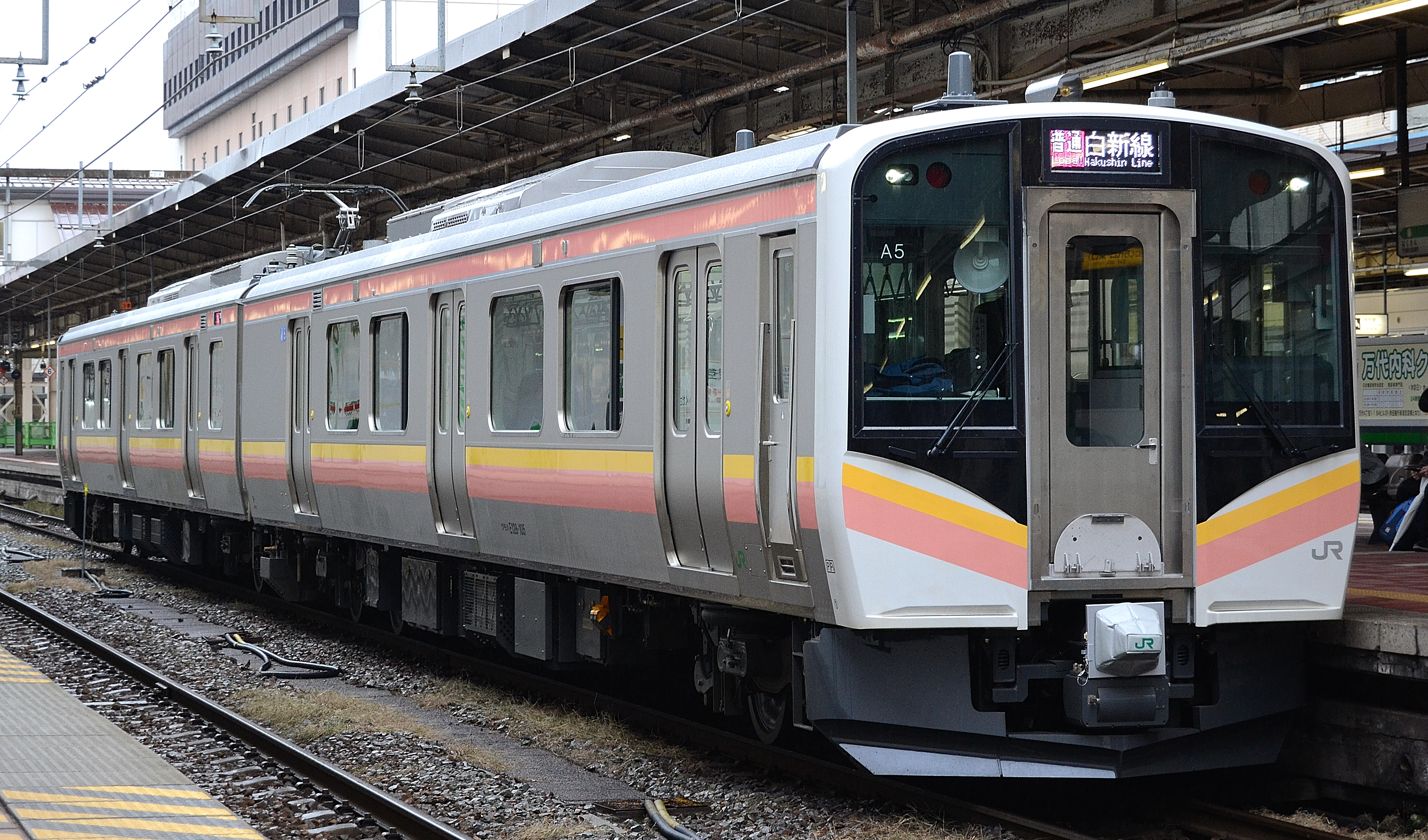
E129系
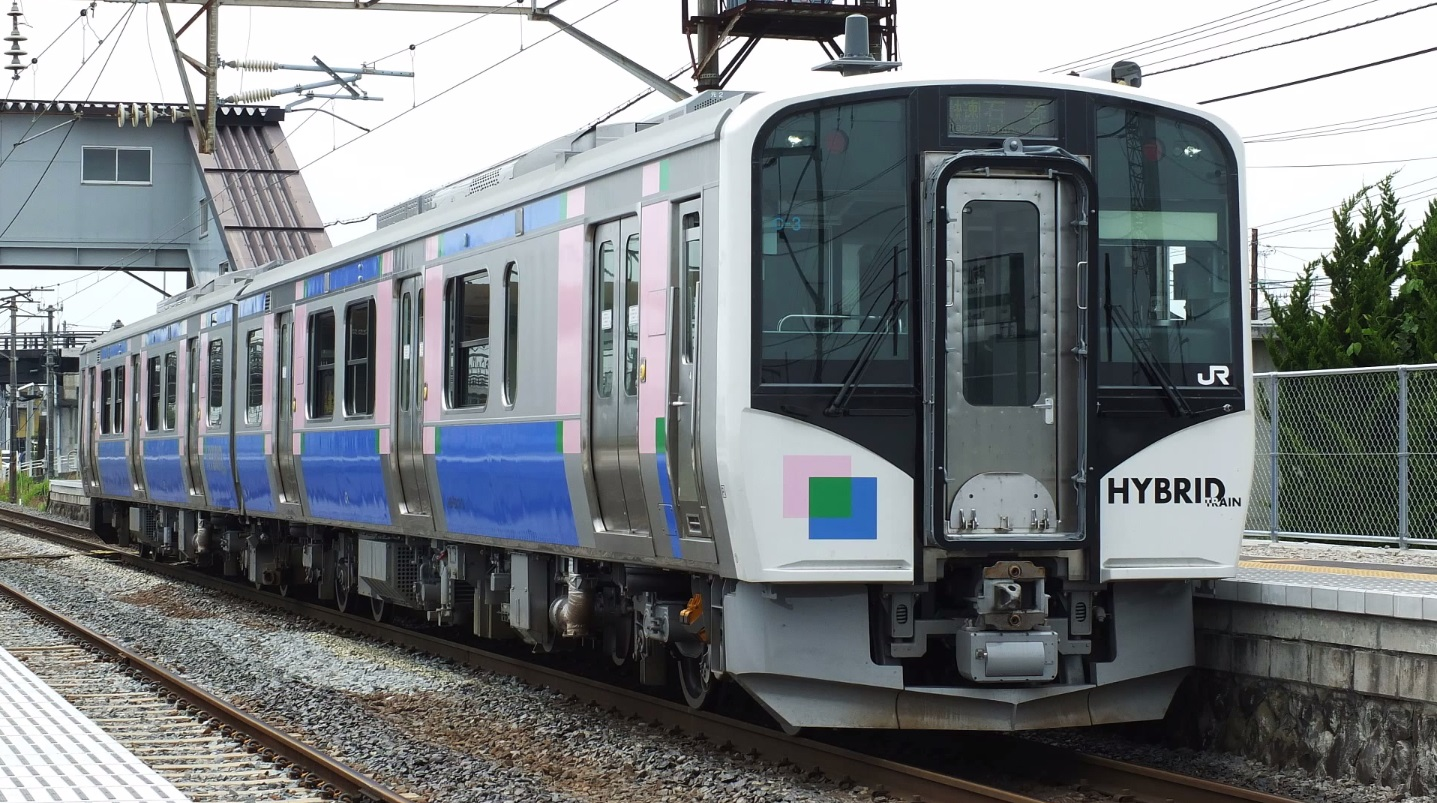
HB-E210系
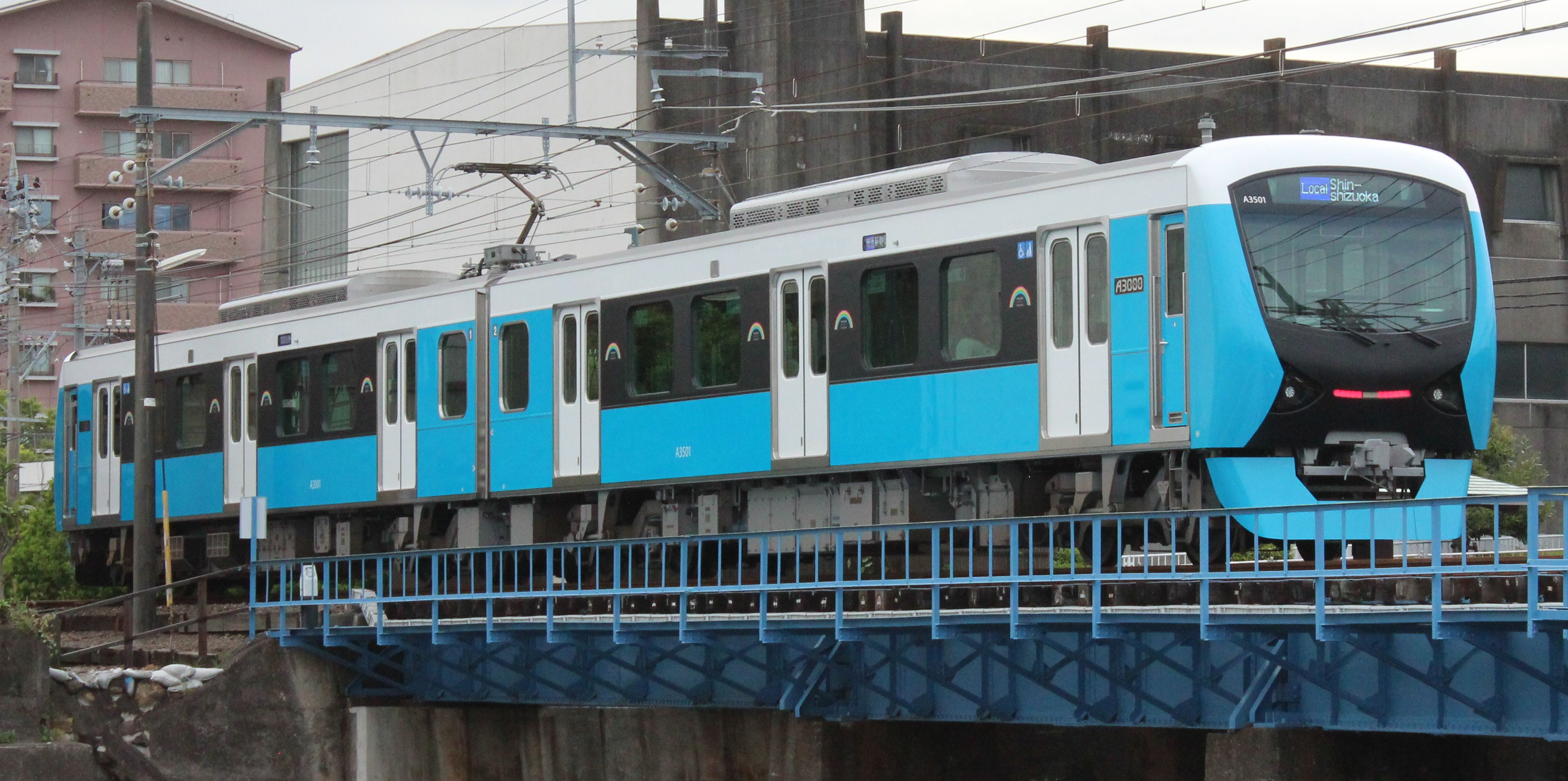
靜鐵A3000型
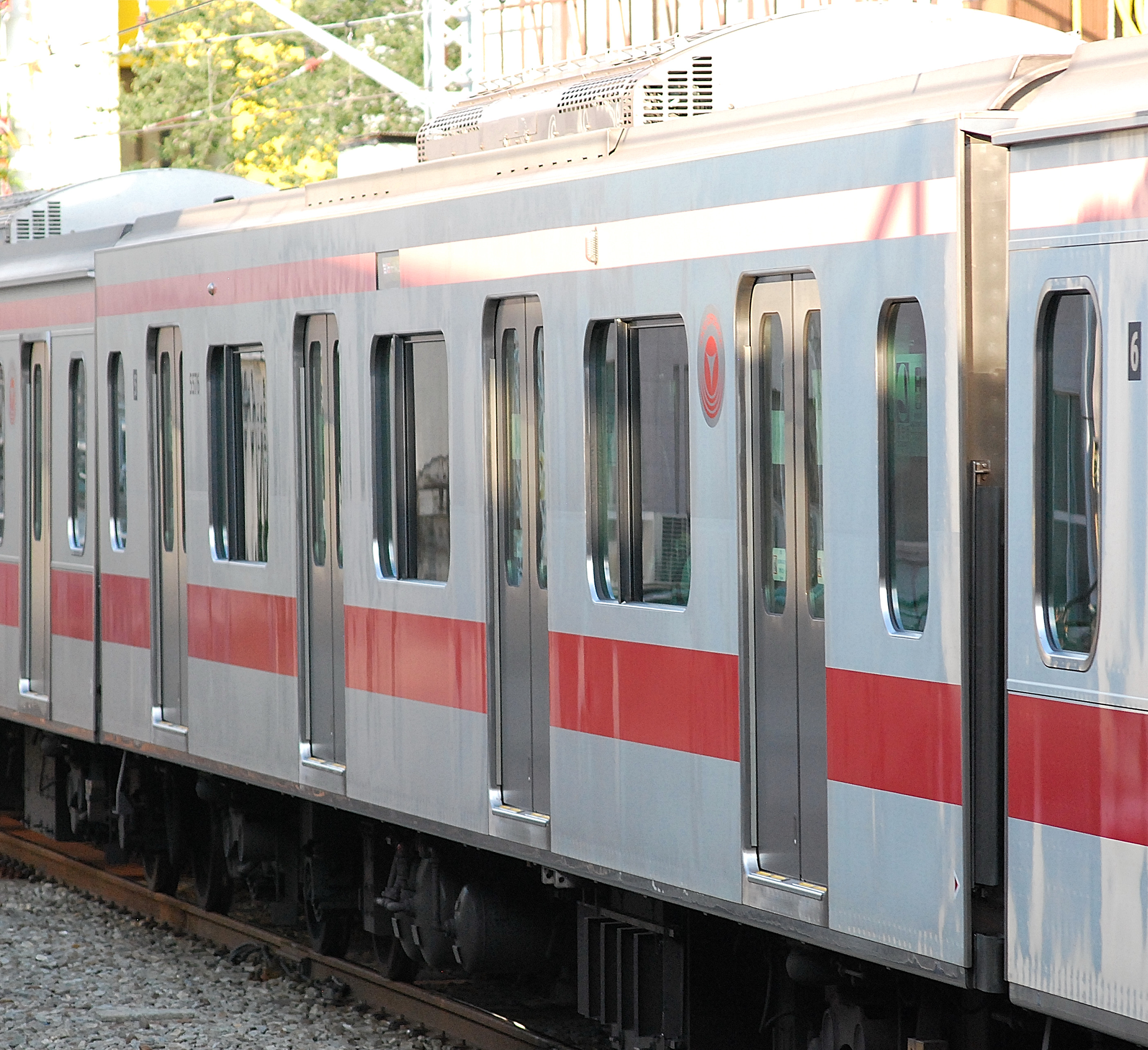
東急5050系5576号車
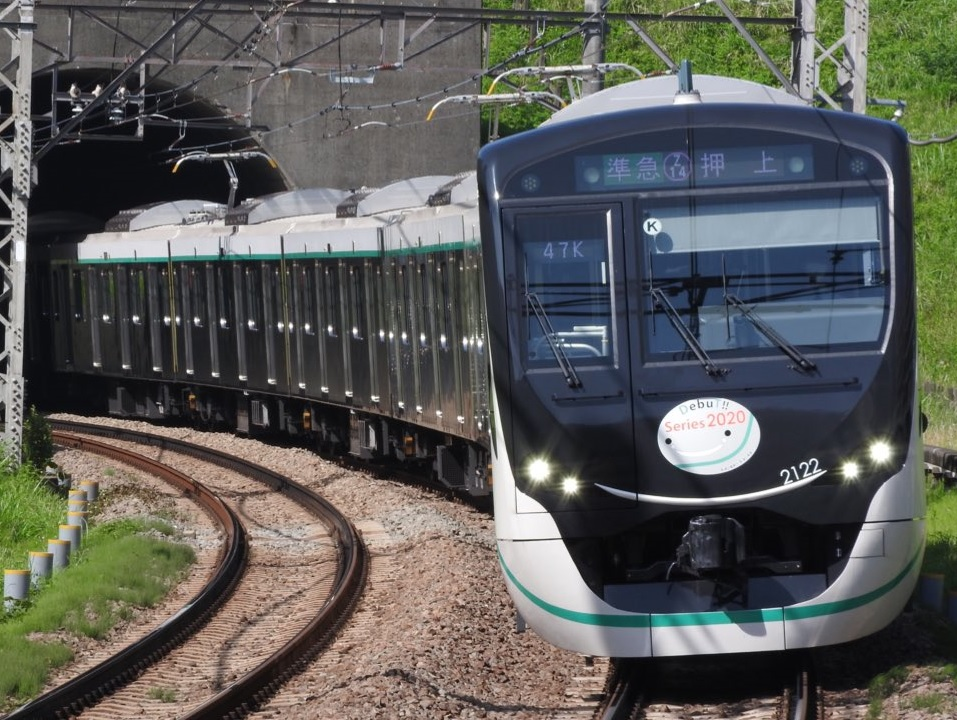
東急2020系
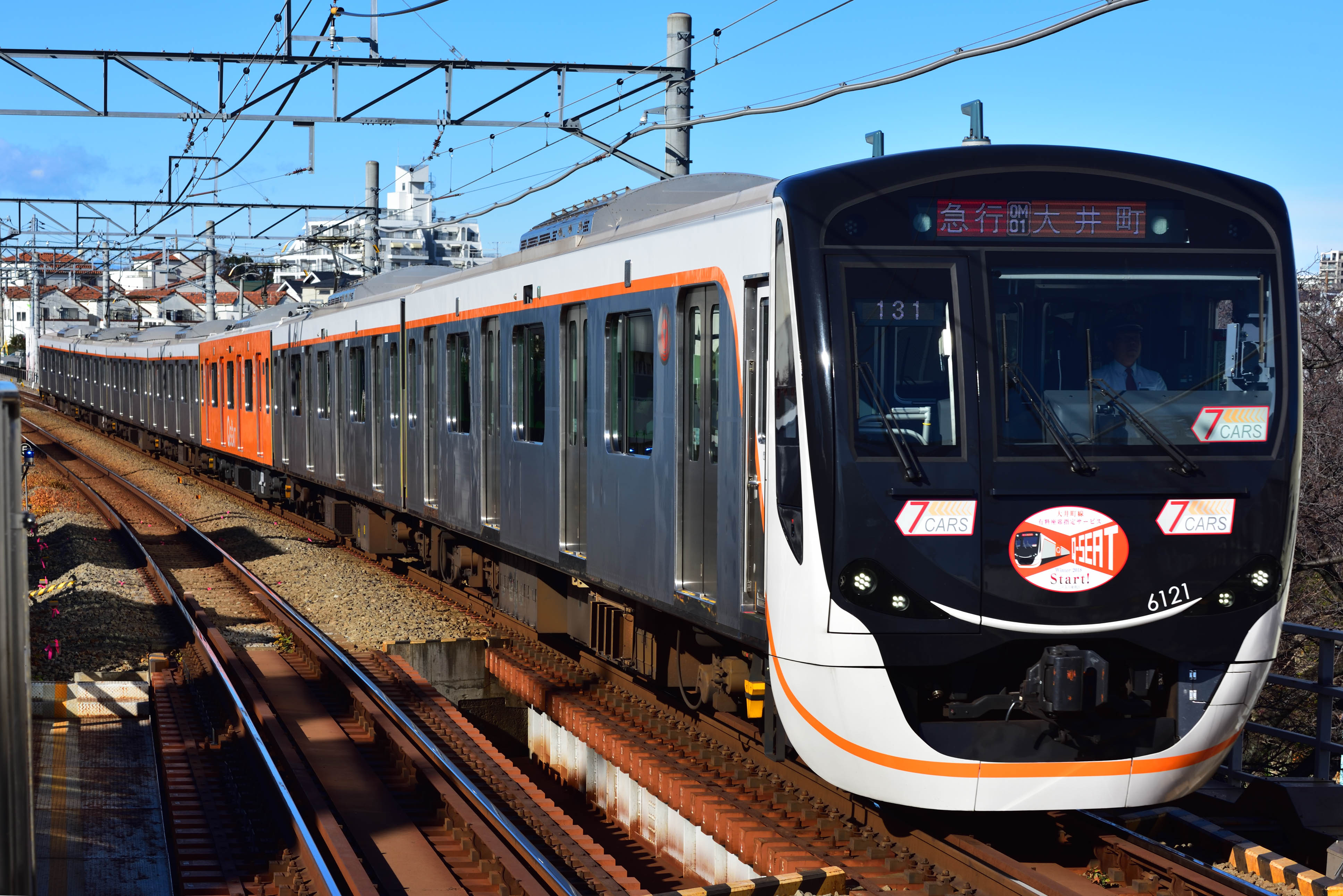
東急6020系
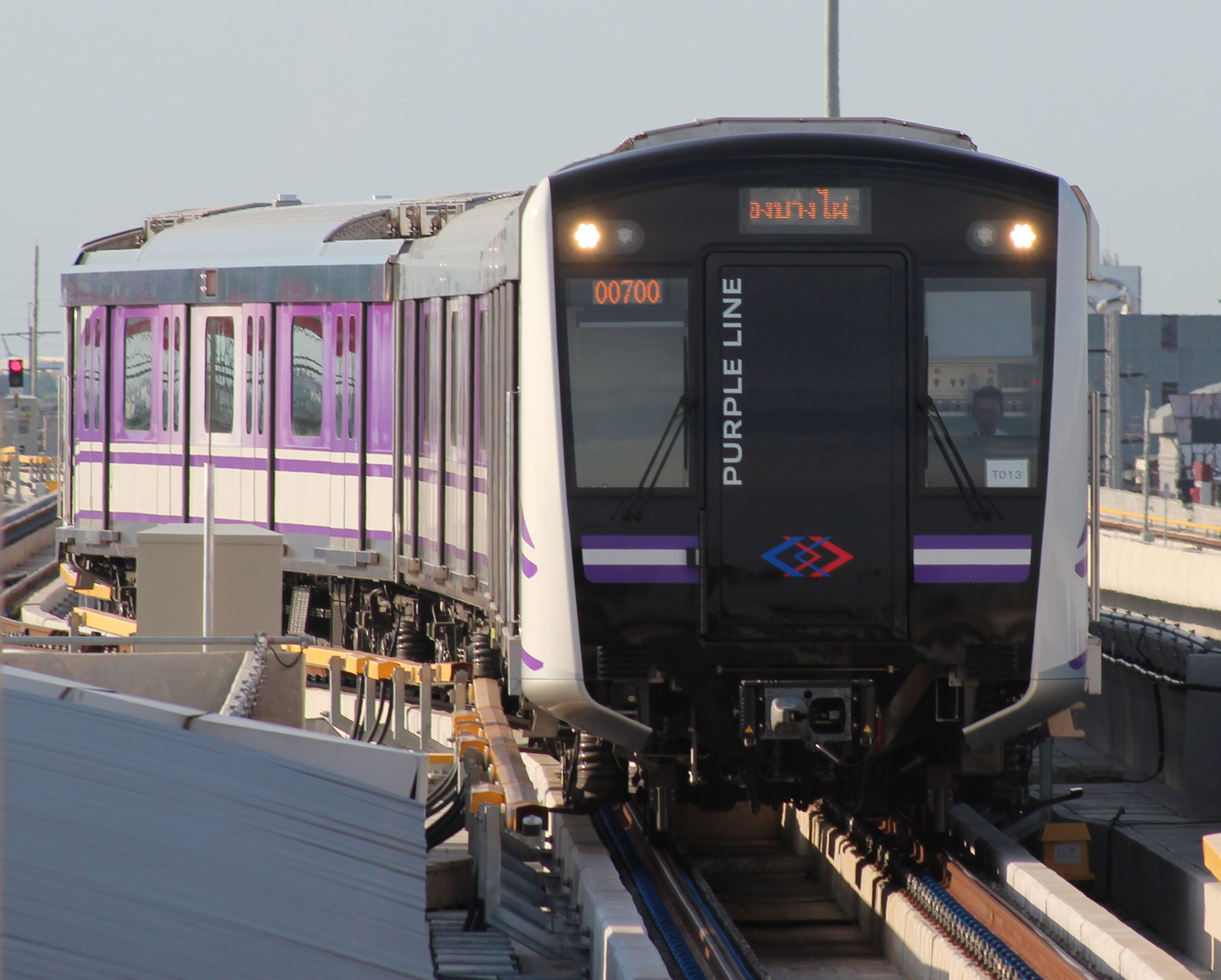
曼谷地鐵紫線列車